# اعترافات نامقدس
«اعترافات نامقدس» (به انگلیسی: Unholy Confessions) نام ترانه ای از گروه هوی متال آمریکایی اونجد سون‌فولد از آلبوم بیداری ساقط است. این ترانه با بیش از 800 بار خوانده شدن در اجراهای زنده گروه اونجد سون‌فولد در سال های متوالی بیشترین خوانده شدن یک ترانه در اجرا ها را دارد.متن این ترانه در مورد یک زوجی هستند که به یکدیگر خیانت می کنند. این ترانه در آلبوم بیداری ساقط به صورت جیغ گونه خوانده شد که بعد ها با صدای واضح تر این ترانه پخش شد.